# Haus Düssel
Die Wasserburg Haus Düssel ist ein ehemaliger Rittersitz im Wülfrather Ortsteil Düssel und wurde bereits 1182 urkundlich erwähnt.
Das zweigeschossige Herrenhaus aus dem späten 18. Jahrhundert fiel 1945 einem Bombenangriff zum Opfer. Die heute erhaltene Vorburg aus Stallungen und Verwalterhaus wurde 1786 – laut Bauinschrift 1789 – durch Johann Peter Bredt neu aufgebaut. 1784 war das bis dahin in wechselndem adligem Besitz befindliche Gut für 22.500 Reichsthaler an den vorgenannten Kaufmann Johann Peter Bredt (1756–1819) aus Barmen verkauft worden. Es gehörte später dessen Sohn, dem Maler Johann Peter Bredt (1782–1864). Nach dem Tod seiner Witwe 1864 erwarb der Enkel Joh. Peter Greeff-Bredt das Gut von den Erben. Es gelangte so an die Familie Greeff, in deren Besitz es bis nach 1945 blieb. 1865 wurde dort der spätere Maler Peter Greeff geboren.
Der Gebäudekomplex ist als Baudenkmal geschützt.